# خاندان جینبو

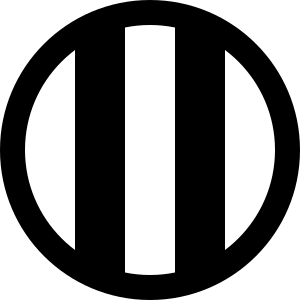
علامت خانوادگی خاندان مون

خاندان جینبو (به ژاپنی: 神保氏 じんぼうし)، یکی از خاندان‌های سامورایی در ولایت کوزوکه، ژاپن بود.